# Аль-Багаві
Абу Мухаммад аль-Хусейн ібн Масуд ібн Мухаммад аль-Фарра аль-Багаві (перс. і араб. ابومحمد حسین بن مسعود بغوی, нар.1041 або 1044 р., Багшур — пом.1122 р., м. Мерверуд, Афганістан) — знаменитий перський тлумач Корану. Шейх уль-іслам, автор таких праць, як «Шарх ас-Сунна», «Маалім ат-Танзіль» і «Масабіх ас-Сунна». Аль-Багаві народився в перському місті Багшурі, через що отримав таку нісбу. Помер у місті Марв ар-Рузі.
Вивчав фікх у шафіїтського улема каді Хусейна ібн Мухаммада аль-Марварузі. Від аль-Багаві передавали хадиси Абу Мансур Мухаммад ібн Ас'ад аль-Аттарі, Абуль-Футух Мухаммад ібн Мухаммад ат-Таї та багато інших.
Найвідомішою серед праць аль-Багаві є тлумачення Корану «Маалім ат-Танзіль», що був відомий як «Тафсір аль-Багаві». Також він є автором збірки хадисів «Масабіх ас-Сунан», що згодом став відомим разом із доповненнями ат-Табрізі як «Мішкат аль-масабіх».